# GPX8
GPX8 (англ. Glutathione peroxidase 8 (putative)) — білок, який кодується однойменним геном, розташованим у людей на короткому плечі 5-ї хромосоми.  Довжина поліпептидного ланцюга білка становить 209 амінокислот, а молекулярна маса — 23 881.
| 10         |  | 20         |  | 30         |  | 40         |  | 50         |
| ---------- |  | ---------- |  | ---------- |  | ---------- |  | ---------- |
| MEPLAAYPLK |  | CSGPRAKVFA |  | VLLSIVLCTV |  | TLFLLQLKFL |  | KPKINSFYAF |
| EVKDAKGRTV |  | SLEKYKGKVS |  | LVVNVASDCQ |  | LTDRNYLGLK |  | ELHKEFGPSH |
| FSVLAFPCNQ |  | FGESEPRPSK |  | EVESFARKNY |  | GVTFPIFHKI |  | KILGSEGEPA |
| FRFLVDSSKK |  | EPRWNFWKYL |  | VNPEGQVVKF |  | WKPEEPIEVI |  | RPDIAALVRQ |
| VIIKKKEDL  |  |            |  |            |  |            |  |            |

A: Аланін

C: Цистеїн

D: Аспарагінова кислота

E: Глутамінова кислота

F: Фенілаланін

G: Гліцин

H: Гістидин

I: Ізолейцин

K: Лізин

L: Лейцин

M: Метіонін

N: Аспарагін

P: Пролін

Q: Глутамін

R: Аргінін

S: Серин

T: Треонін

V: Валін

W: Триптофан

Кодований геном білок за функціями належить до оксидоредуктаз, пероксидаз. 
Задіяний у таких біологічних процесах, як поліморфізм, ацетилювання. 
Локалізований у мембрані.